# NOFX: Backstage Passport
NOFX: Backstage Passport è una miniserie TV ideata dal gruppo punk californiano NOFX e trasmessa negli Stati Uniti da Fuse. La serie segue il gruppo durante alcuni concerti in giro per il mondo. La sigla di apertura si intitola Backstage Passport ed è stata scritta appositamente dai NOFX per il programma.

## Episodi

### Episodio 1: Larrynom
L'episodio inizia con i NOFX che vogliono pianificare un tour in giro per il mondo, suonando in paesi dove le band punk rock non suonano mai. La band spiega come il loro manager, Kent, abbia avut molte difficoltà ad organizzare il tour; sperano inoltre di non essere uccisi o rapiti. A questo punto, ogni membro della band inizia i preparativi per la partenza: Fat Mike saluta la moglie e la figlia, Eric Melvin si esercita con la fisarmonica, Erik Sandin si rade i capelli aiutato dalla moglie, e El Hefe riempie la valigia di cibo spazzatura.
La prima tappa del tour è a Rio de Janeiro, in Brasile, durante la quale Kent si ubriaca in hotel. A Porto Alegre, la chitarra di Melvin si rompe a metà concerto; Melvin passa 10 minuti a sistemare l'amplificatore, invece di riparare o sostituire la chitarra. La tappa successiva, a Medellín, in Colombia, va ancora peggio: la location esatta del concerto è sconosciuta persino alla band, rendendo così necessario l'annullamento della data. Inoltre, il promoter colombiano, Sergio, riceve delle minacce di morte, obbligando così i NOFX a lasciare il paese.
Comunque, le cose migliorano all'arrivo a Santiago del Cile, dove, a detta loro, hanno (EN)  a crazy punk show (un pazzo show punk). Alcuni fan scatenati salgono sul palco assieme alla band. Un fan ancora più scatenato, dopo essere salito sul palco, afferra El Hefe cercando di atterrarlo, nel mezzo di una canzone. Il gruppo è rimasto comunque contento di questa tappa, avendo riacceso il loro animo.

### Episodio 2: Larrynom
Il tour continua a Guayaquil, in Ecuador, dove la band suona in un campo da tennis affittato da (EN)  rich kids who basically wanted NOFX to play at their country club, bambini ricchi che volevano soltanto che i NOFX suonassero nel loro country club. A Buenos Aires, in Argentina, il gruppo riesce in un gran concerto, e vuole persino fare un bis, ma il promoter argentino non glielo permette, irritando così la band.
Carlos, uno degli organizzatori, cerca di contattare la promoter peruviana, Yolanda, per organizzare la data in Perù, ma non vi riesce. Informa allora la band dicendo che Yolanda crede che i NOFX suonino male come negli anni ottanta; El Hefe pensa (EN)  they're gonna get screwed in Peru che in Perù siano impazziti. La band arriva comunque in Perù, dove incontra per la prima volta Yolanda, la quale si dimostra essere una pessima promoter, non riuscendo a venire incontro alle richieste della band. Alla partenza per l'hotel, Fat Mike avvisa la crew, che si dirige verso il luogo del concerto, di essere carini.
Quando la crew arriva sul luogo, si ritrova davanti ad un campo di 24000 m² (6 acri quadrati), sporco e ghiaioso, con un recinto attorno ad esso. Nella location manca acqua, cibo, un retroscena e addirittura la corrente elettrica, così che l'équipe dei NOFX si chiede come possa andare peggio di così. La polizia peruviana li informa che non hanno il permesso di suonare in quel posto, così che Kent cerca di contattare Yolanda, la quale però è irrintracciabile.
Mentre la band è fuori per cena, alcuni fan iniziano ad arrivare sul presunto luogo del concerto. A quel punto la polizia antisommossa chiude totalmente il posto, impedendo ai fan di entrare, e alla crew di uscirne. Carlos, via sms, avverte Kent della situazione, il quale decide di recarsi sul posto e cercare di portare via la crew. Jay, il tecnico della batteria, incontra una persona con un camion con rimorchio piatto, e gli chiede di (EN)  smuggle the crew out of the venue, contrabbandare la crew fuori da quel posto. Così i tecnici caricano tutto il materiale sul camion, salgono a bordo e iniziano ad andarsene. Mentre il camion era sulla strada per l'uscita, un poliziotto riesce a salire sul retro del camion, vedendo così i membri della crew che cercano di scappare, ma questi cade dal cassone, permettendo così la fuga dal luogo.
I tecnici della band arrivano in hotel, e nel mentre vedono Yolanda. Jay, molto irritato, le dice che, se l'avesse vista prima, l'avrebbe strangolata. La band dà della bugiarda a Yolanda, e classificano l'intera tappa come un colossale flop. Il giorno dopo, mentre il gruppo sta per lasciare il Perù, vengono accolti da un centinaio di fan. Fat Mike, per placarne gli animi, prende una chitarra acustica e suona una versione acustica di Franco Un-American. I fan ne sono lieti, e Fatty afferma di non aver mai fatto una cosa del genere.

## Canzoni
Durante le 8 puntate della serie, vengono utilizzate alcune canzoni della band come sottofondo musicale. Eccone una lista:
- The Death of John Smith
- Drugs Are Good
- I'm Telling Tim
- Poseur
- American Errorist (I Hate Hate Haters)
- My Name's Bud
- Whoops I OD'd
- Timmy the Turtle
- I Gotta Pee
- I'm Going To Hell For This One
- Getting High on the Down Low
- 100 Times Fuckeder
- I, Melvin
- Pimps and Hookers
- Medio-core
- Eat the Meek
- Anarchy Camp
- The Idiots Are Taking Over
- Everything in Moderation (Especially Moderation)
- Pods and Gods
- The Decline
- Kill All the White Man
- We Threw Gasoline On the Fire and Now We Have Stumps For Arms and No Eyebrows
- Eat the Meek (Dub Version)
- Arming the Proletariat with Potato Guns
- Lower
- Last Night Was Really Fun
- We March To The Beat of an Indifferent Drum
- Linoleum
- Seeing Double at the Triple Rock
- Concerns of a GOP Neo-Phyte
- There's no fun in fundamentalism (versione acustica)